# Lycaena subtuorufomarginata
Lycaena subtuorufomarginata är en fjärilsart som beskrevs av Garves och Arthur Francis Hemming 1928. Lycaena subtuorufomarginata ingår i släktet Lycaena och familjen juvelvingar. Inga underarter finns listade i Catalogue of Life.